# Solčianky
Solčianky é um município da Eslováquia, situado no distrito de Topoľčany, na região de Nitra. Tem 2,66 km² de área e sua população em 2018 foi estimada em 257 habitantes.

## Demografia
| Ano:        | 1994 | 2004    | 2014   | 2024   |
| ----------- | ---- | ------- | ------ | ------ |
| Broj ljudi: | 298  | 258     | 269    | 271    |
| Razlika:    |      | -13,42% | +4,26% | +0,74% |

| Ano:               | 2023 | 2024   |
| ------------------ | ---- | ------ |
| Número de pessoas: | 265  | 271    |
| Diferença:         |      | +2,26% |